# Comarca de Nájera

Comarca de Nájera

A Comarca de Nájera, La Rioja, (Espanha). Situada na região da  Rioxa Alta, dentro da zona do Vale.
Nº de municípios: 25
Superfície: 316,06 {\displaystyle Km^{2}}
População (2009): 14.761 habitantes
Densidade demográfica: 46,70 hab/{\displaystyle Km^{2}}
Latitude: 42º 23' 34" norte
Longitude: 2º 43' 14" oeste
Altitude: 617,33 msnm

## Municípios da comarca
Alesanco, Alesón, Arenzana de Abajo, Arenzana de Arriba, Azofra, Badarán, Baños de Río Tobía, Bezares, Bobadilla, Camprovín, Canillas de Río Tuerto, Cañas, Cárdenas, Castroviejo, Cordovín, Hormilla, Hormilleja, Huércanos, Manjarrés, Nájera, Santa Coloma, Torrecilla sobre Alesanco, Tricio, Uruñuela, Villar de Torre, Villarejo.